# Iglesia de San Bartolomé (Carmona)
La iglesia de San Bartolomé de Carmona se encuentra en el interior del casco histórico de esta ciudad, muy próxima a su Alcázar de Abajo o Puerta de Sevilla.

## Historia
Su construcción data del siglo XV, en pleno auge del gótico, aunque en su imagen actual se evidencian algunas importantes reformas a que fue sometida en la segunda mitad del siglo XVIII, en la época del barroco.
No obstante, las transformaciones que se realizaron en su interior en el siglo XVIII, durante el período barroco, han sido luego eliminadas en su mayor parte tras las últimas reformas efectuadas en el templo, recuperándose así en gran medida su aspecto original.

## Iglesia
Es una iglesia de planta basilical que se organiza según tres naves separadas entre sí mediante pilares. Presenta cabecera plana con tres ábsides y cubiertas de bóvedas nervadas góticas, del tipo estrellada la correspondiente a la nave central, y a un agua las laterales, que son de factura moderna. Exteriormente cuenta con tres portadas, siendo la más interesante la correspondiente a la nave de la Epístola, que se compone de arquivoltas de arco apuntado y jambas baquetonadas, realizadas en ladrillo y que se presentan bajo un sencillo tejaroz.
A los pies del templo existe una robusta torre-fachada de planta rectangular donde se incluye una portada adintelada entre pilastras rematada por un frontón partido coronado por pináculos. La torre, en su cuerpo superior cuenta con un pedestal enmarcado entre volutas barrocas, y se remata en una terraza abalaustrada sobre la que se alza el cuerpo de campanas; todo ello rematado por frontones mixtilíneos entre diminutos pináculos y un chapitel de perfil curvo.
La portada de la nave del Evangelio es de traza más moderna.